# Sempronia
Sempronia war eine römische Aristokratin der späten Republik. Sie war die Frau des Decimus Iunius Brutus, Konsul des Jahres 77 v. Chr., und nach Sallust aktive Teilnehmerin – zumindest Mitwisserin – an der catilinarischen Verschwörung.

## Person
Über ihre Person ist nur wenig bekannt; nur Sallust berichtet in seiner De coniuratione Catilinae über sie. Ihre Herkunft ist schwer zu bestimmen: Zum einen gibt es die Vermutung, dass sie die Tochter des Sozialreformers Gaius Sempronius Gracchus gewesen sei, und zum anderen könnte sie, was eher wahrscheinlich sein dürfte, eine Schwester der gleichnamigen Frau des Marcus Fulvius Bambalio gewesen sein, der Tochter eines Sempronius Tuditanus und der Mutter der Fulvia. Im ersten Fall dürfte sie etwa 60 bis 70 Jahre alt gewesen sein. Indessen lobt Sallust in der folgenden Quelle ihre Schönheit und Anmut und lobt ihre Art zu tanzen. Ebenso wenig spricht die Tatsache, dass sie von Männern begehrt wird, für eine betagte Dame.